# NGC 2557
NGC 2557 је спирална галаксија у сазвежђу Рак која се налази на NGC листи објеката дубоког неба.
Деклинација објекта је + 21° 26' 10" а ректасцензија 8h 19m 10,9s. Привидна величина (магнитуда) објекта NGC 2557 износи 13,4 а фотографска магнитуда 14,4. NGC 2557 је још познат и под ознакама UGC 4330, MCG 4-20-21, CGCG 119-48, PGC 23329.